# Казачьи песни
Казачьи песни России — народные песни, создававшиеся казаками на территории Казачьих Войск России. 
На сложение казачьих песен оказали влияние русские и украинские народные песни и думы, северокавказская музыка, а также авторские произведения российских композиторов. Круг песен делится на культурные ареалы в зависимости от казачьего войска — донские, терские, уральское и тому подобное.

## Список
- Любо, братцы, любо
- Ой, то не вечер
- Под окном широким (романс)
- Проводы казака

### Астраханские[1]
- Песня разинцев — печальные варианты (Вы пролейте-ка, дожди сильные…)
- Разин на Яике (Течёт Яик быстрёхонько…)
- Разинцы забыли есаула (Э-эх, высылалась высылка грозная… ♪, Из проранушки было, из Болдинской…)
- Случилося, довелося да мне разудалому…
- Сынок Разина (Как во славном было городе во Астрахани…)

### Донские[2]

#### Песни исторические и военно-бытовые
- Ах ты, степь широкая
- Бегство Горемыкина за Дунай
- Баклановцы донцы-молодцы
- Гибель Краснощекова (Как во славном было городе, кременной Москве…)
- Гибель Родионова (Как на заре-то было на зорюшке…)
- Донцы-молодцы
- Дымно, дымно, ничего не видно
- Ермак идёт зимовать (Как на вольных степях…)
- Ермак помог взять Казань (На усть было матушки Волги-реки…, Как проходит, братцы, лето теплое…)
- Ермак у Ивана Грозного (Как на славных на степях было Саратовских…, Гей вы думайте, братцы, вы подумайте…)
- Есаул сообщает о казни Разина (На заре было)
- За Кубанью, за рекой, там казак гулял…
- За курганом пики блещут
- Из-за лесa копия мечей
- Казак в азовском плену (Ах талант ли мой талант такой…)
- Казак Ефремов в тюрьме (Ой да, понапрасну…)
- Казаки Бакланова на Кавказе
- Казаки на Кубани (На усть, было, батюшки тиха Дона…)
- Казаки под Азовом (У нас, братцы, на Дону, во Черкасском городу…)
- Как мы в Турцию ходили
- Краснощеков в плену (Не от тучи, не от грома…)
- Лодочка Разина (Ой, из-под Шат-то горы…)
- На горе, горе стояла корчма (На горе, горе стояла корчма… ♪, Ой на горушке… ♪, Говорили про Польшу, что богатая…)
- На заре-то было, на зореньке…
- Не белы снеги
- Ну-ка, братцы казаченьки…
- Ой, горе, горе мне
- Ой да, ты, батюшка, вот и, Оренбург-город…
- Ой, из-за лесу, за лесу копий я-и мечей…
- Песня разинцев — радостные варианты (Ты взойди, солнце красное…, Ой да, ты взойди, взойди, взойди, солнце красное…)
- Песня разинцев — печальные варианты (Ой-да, вы туманы мои…, Ах, туманы, вы мои туманушки…)
- Пётр I приезжает на Дон (Не ясен сокол летал по поднебесью…)
- Пишет, пишет Карла Шведский
- Платов у французов (Ты Россия, ты Россия…)
- Пленение Костюшко (Не ясен то сокол по крутым горам летает…)
- Про Бориса Шереметьева (Как в тысячу восемьсот во первом году…)
- Про Платова-казака
- Разбойничий дуван (Как со славной, с восточной со сторонушки…)
- Разина выбирают атаманом (Ай, как на речке было, на реке… , Ай, на речке Камышинке…)
- Разин в неволе (Ой, загоралась во поле ковылушка…, Ой, не от тучи, братцы, не от грома…)
- Разин едет в сине море (Ай, на вольных степях..)
- Разин и казачий круг (У нас, братцы, было на Дону…)
- Разин ожидает суда (А-ой-да, вот и, не шуми шумка, дуброва зелёная…)
- Разин у перевоза (Ай, не шумком-то шумит…)
- Разинцы плывут по морю (Ай, ну, как по морю, по морю… ♪, Ай, по морю, по морюшку…)
- Разинцы спускают лодочки (Ай, да во городе Казани…)
- Разин чувствует недоброе (Ой да, не шуми, вот и, не бушуй…, Ой да, не шуми ты, не бушуй…, Ой, не шуми, только не шуми…)
- Славим Платова героя
- Служба моя, служба
- Смерть Александра I (Ты наш батюшка, светел месяц…)
- Султан угрожает Александру I (Пишет, пишет султан турецкий Царю Белому…)
- Сынок Разина (Ай да, что во городе, да во городе…)
- Убийство Карамышева (Подымался с Москвы большой боярин…, Ай, да по матушке, по речке Камышинке…)
- Чёрный ворон (песня)
- Честь прадедов-атаманов…
- Шли, прошли с Дону казачёчки

#### Семейно-бытовые и лирические
- Из-под камешку течёт реченька
- Пыльна, пыльна дорожечка
- У этой шинкарки…

#### Свадебные, шуточные, игровые и плясовые
- Ой, перебор, донской казак, перебор
- Посею лебеду

#### Песни на стихи русских поэтов и поэтов Войска Донского
- Гимн Всевеликого Войска Донского (Всколыхнулся, взволновался…, Сл. Ф. Анисимова)
- Казак на чужбине (сл. Е. Гребёнки)
- Конь боевой (сл. А. Туроверова)
- Ой, ты Дон, ты наша родина
- По Дону гуляет казак молодой (сл. Д. Ознобишина)
- Пчёлочка златая

#### Гражданская
- Белые
- Донской гимн (Друзья, не бойтесь клеветы…)
- Мамантов-нойон (калмыцкая)
- Песня Сводного им. ген. Каледина полка (Споём про Дон, Кубань и Терек…, Слова И. Чекатовского)

### Енисейские[3]

#### Исторические и военно-бытовые песни
- Долина-долиница
- Из-за леса, леса копия штыков…
- За лесом солнце воссияло
- Как мы сядем вкруговую
- Крепко били супостатов
- Не кукуй, моя ли то кукушечка
- О чём задумался, служивый
- Ты, машина-то железна
- Эх, в Таганроге

#### Семейно-бытовые и лирические
- Как на горке калина
- Отдала мать сына в солдаты
- Раз полоску Маша жала
- Служил год, служил два
- Ой, ты, Грицю, Грицю
- Ветер дуба хитая
- Ох, вы городе
- Ехали казаки
- Из-за леса, леса копия мечей
- Ох, да разбесчастный казачок
- Ты казачек мой миленький
- Поехал казак на чужбину далёку
- Шёл казак на побывку домой

#### Гражданская
- Однажды в разрывах гремучих гранат

### Запорожские

#### Исторические и военно-бытовые
- Гей, наливайте повнії чари
- Засвистали козаченьки

- Ой на горі вогонь горить
- Ой, на горі та женці жнуть…
- Ой, розвивайся та сухий дубе

- Хай не гадають

#### Семейно-бытовые и лирические
- Гей, нуте, хлопцi!
- Їхали козаки із дону додому

#### Песни украинских поэтов и поэтов малороссийского казачества
- Войска запорожского воїн знаменитий (На гербе козака з мушкетом)
- Їхав козак за Дунай

### Кубанские[4]

#### Песни линейных казаков

##### Исторические и военно-бытовые
- А двадцать первого, ой да, сентября…
- Гарнизон наш в Баязете…
- За Кубанью огонь горит
- За Уралом, за рекой…
- Из-за леса, из-за гор…
- Как за реченькою, за Кубанушкою
- Как за речкою да за быстрою Лабой
- Ликуй, свободная Россия
- Ну-ка, вспомните, ребята…
- Ой, в кружок теснее встанем…
- Ой, да вы, кубанцы…
- Пейте, братцы, пока пьётся…
- Песня карабинеров
- Песня о казаке Луковкине
- Последний день уж миновался…
- Прощай, Кубань моя родная…
- Прощай, любезная станица…
- Прощай станыця, прощай Кавказ...
- Скакал казак через долину
- Ты, винтовка, друг мой верный…
- Ты встань, взойди, красно солнышко…
- Эх да, вспомним, братцы…

##### Песни русских поэтов и поэтов Кубанского войска в устном бытовании
- Аллага-аллагу
- В долине турецкой границы…
- Гори, костёр…
- Делибаш (сл. А. Пушкина)
- Среди лесов дремучих… (про Чуркина-атамана)
- Ты Кубань, ты наша родина (сл. К. Образцова)
- Шашка

#### Песни Гражданской войны

##### Песни линейных станиц
- Беседа
- Боец-таманец умирал…
- Бой под Сарептой
- Бой седьмого под Ланцозом
- В грязи шагала наша рота…
- Вдоль по линии Кавказа…
- Всероссийский император…
- Гей, по дороге…
- Вспомните, братцы, старинные были…
- Как с Кубани отступали…
- Когда кадеты наступали…
- Ликуй, свободная Россия (вариант Гражд. войны)
- Мы таманцы, мы кубанцы…
- Над озером чаечка вьётся…
- Новая тюрьма
- Прощай, Кавказ
- Пыль клубится по дороге…
- Разудалый парень бравый…
- Собирай в путь-дорогу, мамаша…
- Солдат с вечера сбирался…
- С помещиком, банкиром…
- Среди лесов дремучих… (вариант Гражд. войны)
- Товарищу Жлобе
- Хвала тебе, боец отважный…

##### Песни черноморских козаков
- Ой, на горі та женці жнуть…
- Ой, по коням сіли хлопці…
- Ой, сів пугач на могилі…
- Пісня боротьби
- Реве та стогне люд голодний…
- Розпрягайте, хлопці, коні

- І за горі, із-за кручі

- Гомін, гомін по діброві
- Чорноморець iде, чорноморочку веде

#### Песни украинских поэтов и поэтов Кубанского войска в устном бытовании
- Ой, божэ наш, божэ милостывый...
- Рэвуть, стогнуть хвылы-горы...
- Ще й не вмэрла Украина

##### Разное
- Кубанская песня (А. Сергеев — Д. Бедный)

#### Песни Второй мировой войны
- Над лесом солнце воссияло…
- На море, на рейде эсминец стоял…

### Оренбургские[5]
- Благословен ваш путь далёкий
- Милый льёт пушки Пугачёву (Уж ты, ворон сизокрылый…)
- Песня разинцев — печальные варианты (Ой-да, ты пролей-ка, пролей, сильный дождичек…)
- Полк Падурова в походе (Уж ты степь ли, наша степь, степь наша широкая!..)
- Полно, братцы, нам с горя крушиться…
- Разин на суде (Во Кремле, Кремле…)
- Сынок Разина (Как по матушке, братцы, по Волге… ♪, Как по матушке, братцы, по Волге…)
- Туманушки
- Штурм Андижана

### Семиреченские[6]
- А не пой ты, моя кукушка
- Вот пташки, пташки пели
- Из лесу, лесу копии мечей
- За Кубанью, за рекой
- Засвистали бравы казаченьки
- За Уралом, за рекой
- Зацвела ль черёмуха
- Как над речкой, над рекою
- Кони вы, кони

### Сибирские[7]
- Благословен ваш путь далекий
- В девяносто первом годе
- Верно службу мы служили
- Во лесах дремучих

### Терские[8]
- Ермак идёт зимовать (Не на реченьке было, братцы…)
- Лучше б я знал…
- На Червлёной мы были (Лезгинка)
- Ой, да не из тучушки
- Ойся, ты ойся
- Оставляем мы станицы
- О рада, рада
- Пыль клубится по дороге (Песня 1-го Кизляро-Гребенского полка)
- Снежочки
- Сынок Разина (Ой да, не во городе было…)
- Терские казаки и Иван Грозный (Не сизые орлы клохчут…)
- У реки, у Терека

### Уральские[9]
- В степи широкой, под Иканом
- За Уралом гулял удалой казак
- За Уралом, за рекой
- Казаки идут в бой

### Песни некрасовцев[10]
- Вдоль по речушке, вдоль по быстренькой

### Исторические песни (до XIX века)[11]
Жанр традиционной русской исторической песни угас в 19 веке, будучи вытеснен литературной (рифмованной) песней.
- Казаки идут к Казани (Не полно ли нам, братцы, на морях стоять…) — песня времён Ивана Грозного
- Терские казаки и Иван Грозный (Не сизые орлы клохчут…) — Песнь Терского казачьего войска
- Оплошность казаков под Азовом (Шли казаки с моря Чёрного…)
- Казак в азовском плену (Ах талант ли мой талант такой…)
- Сборы казаков под Азов (Тут сидит-та честна-хвальная беседушка…)
- Песни о Степане Разине
- Казаки под Азовом (У нас, братцы, на Дону, во Черкасском городу…)
- Казаки и князь Долгорукий (Изволил наш Долгорукий-князь…)
- Некрасов пишет царю (Ой возмутился да наш батюшка Дон, возмутился…)
- Казаки на Кубани (На усть, было, батюшки тиха Дона…)
- Казаки снимают турецкие караулы (Что же, робята, вы невесело сидите…)
- Пуля убила есаула (На заре то было, на зореньке…)
- Поединок казака с турком (Не чёрной ворон по горам летал…)
- Казаки под Измаилом (Ах ты, батюшка, воеводушка!..)
- Дон возмутился от трёх генералов (Никто-то про то не знает, да никто не ведает…)
- Казацкие ходоки в Петербурге (Вы орлы мои сизокрылые…)

### Стилизации
- Не для меня придёт весна
- Ревела буря (песня)
- Там вдали, за рекой
- Когда мы были на войне (1980-е) — стихотворение «Песенка гусара», поэт Давид Самойлов. Композитор Виктор Столяров.

### Гимны и марши
- Всколыхнулся, взволновался православный Тихий Дон
- Запорожский марш
- Гимн Кубанского казачьего войска
- Гимн Краснодарского края
- «Пыль клубится по дороге» Песня 1-го Кизляро-Гребенского полка Терского казачьего войска
- Строевая песня Лейб-Гвардии Терского казачьего эскадрона Собственного Его Императорского Величества конвоя

## Персоны

### Собиратели
- Варавва, Иван Фёдорович
- Хрещатицкий, Ростислав Александрович (1841—1906) — собирал донские казачьи песни и издавал сборники таких песен. Сам он написал войсковой марш Донского казачества.

### Исполнители
Коллективы:
- Братина (ансамбль)
- Ва-та-га
- Казачий круг (ансамбль)
- Кубанский казачий хор
- Криница (ансамбль)
- Лазоревый цветок (ансамбль)
- Казачья воля (ансамбль)

Солисты:
- Бичевская, Жанна Владимировна
- Крапостина, Марина Юрьевна
- Пелагея (певица)
- Русланова, Лидия Андреевна